# 尹子祠
尹子祠位於重慶市南川區西城東方紅村三組，文物遺址年代為清代，2009年12月15日列為第二批重慶市文物保護單位。